# Christian Metz (Filmwissenschaftler)
Christian Metz (* 12. Dezember 1931 in Béziers; † 7. September 1993 in Paris) war ein französischer Filmtheoretiker und Semiotiker. Er war Begründer der linguistischen Filmsemiotik in Frankreich.

## Leben
Metz studierte klassische Sprachen und alte Geschichte an der École Normale Supérieure und wurde an der Universität Paris (Sorbonne) in allgemeiner Linguistik promoviert. Danach wirkte er als Directeur d’études an der École des Hautes Études en Sciences Sociales in Paris. Beeinflusst wurde er u. a. durch die Arbeiten von Ferdinand de Saussure, Claude Lévi-Strauss und Roland Barthes.

## Werk
1964 führte Metz mit dem Aufsatz Cinéma: langue ou langage? die Filmsemiotik ein. Er publizierte zahlreiche Bücher, darunter auch die Bände Essais sur la signification au cinéma (1968) und das poststrukturelle Werk Langage et cinéma (1971) sowie L’énonciation impersonnelle, ou Le site du film (1991). Metz inkorporierte 1977 in seinem richtungsweisenden Werk Le signifiant imaginaire: psychanalyse et cinéma die Psychoanalyse von Sigmund Freud. Dieses sollte erheblichen Einfluss auf die sogenannten „Grand Theories“ der Filmwissenschaft nehmen. Diese wurden 1996 massiv in den Arbeiten David Bordwell und Noël Carroll kritisiert.

## Schriften (Auswahl)
- Semiologie des Films. Fink, München 1972.
- Sprache und Film (= Wissenschaftliche Paperbacks Literaturwissenschaft, Band 24). Athenäum-Verlag, Frankfurt am Main 1973, ISBN 3-7610-4619-7.
- Die unpersönliche Enunziation oder der Ort des Films (= Film und Medien in der Diskussion, Band 6). Nodus Publikationen, Münster 1997, ISBN 3-89323-357-1.
- Der imaginäre Signifikant. Psychoanalyse und Kino (= Film und Medien in der Diskussion, Band 9). Nodus Publikationen, Münster 2000, ISBN 3-89323-358-X.